# 马绍尔群岛议会
马绍尔群岛國会（英語：Legislature of the Marshall Islands；马绍尔语：Nitijeļā）是马绍尔群岛的国家立法机关。

## 體制
马绍尔群岛议会实行一院制，由33名议员组成，现任议员皆为独立人士。

## 成員組成
每届议会任期4年。现任议会议长是肯尼思·凯迪（Kenneth Kedi）。

## 相關網站
- 马绍尔群岛國會官網 （页面存档备份，存于）（英文）